# Skania (volleybalclub)
Skania is een van de grootste volleybalverenigingen van de Nederlandse stad Delft gevestigd in de wijk Tanthof. Naast 17 seniorenteams beschikt Skania ook over zowel een recreanten- als een jeugdafdeling. Het eerste damesteam speelt 1e klasse en heren 1 3e divisie.
Met ingang van juni 2008 zijn de delftse volleybalverenigingen Skania en Ariston opgegaan in Kratos '08 en betrekken een nieuwe sporthal in Tanthof Zuid.